# 黄秋耘
黄秋耘（1918年10月6日—2001年8月6日），本名黄超显，男，广东顺德人，生于香港，中国作家、报刊编辑、文艺评论家，中国作家协会广东分会原副主席。著有散文集《浮沉》，报告文学集《控诉》等。

## 生平
1918年10月6日生于香港的一个中产阶级家庭。原籍广东省顺德县龙江乡，祖居佛山。中小学时代都在香港读书。1935年9月进入清华大学文学院中文系学习，后转入社会学系。1936年10月加入中国共产党。1937年七七事变爆发后经由武汉返回广东。1938年后，任八路军香港办事处工作人员、香港学生回国服务团第一团副团长、《青年知识》杂志编辑，并从事地下工作。1943年毕业于中山大学。第二次国共内战后期，任解放军粤赣湘边纵一支队司令部参谋。1949年中华人民共和国成立后，先后在广州军管会文艺处、南方日报工作。曾任新华通讯社福建分社代社长。1954年秋，调入中国作家协会任《文艺学习》编委，后转入《文艺报》任编辑部副主任。1971年，任广东省出版事业管理局副局长。1985年后，任中国作家协会第四届理事，广东省文联委员，国际笔会广州中心会长，广东国际文化交流中心副理事长等职。1987年3月离职休养。2001年8月6日23时45分在广州逝世，享年84岁。

## 作品
主要作品有：《锈损了灵魂的悲剧》《丁香花下》《黄秋耘散文选》《黄秋耘文学评论选》《黄秋耘自选集》《往事并不如烟》《杂文选粹》《风雨年华》等。《往事并不如烟》获1989年全国优秀散文奖。《黄秋耘散文选》获广东省鲁迅文学奖。